# Крейг Ньюмарк

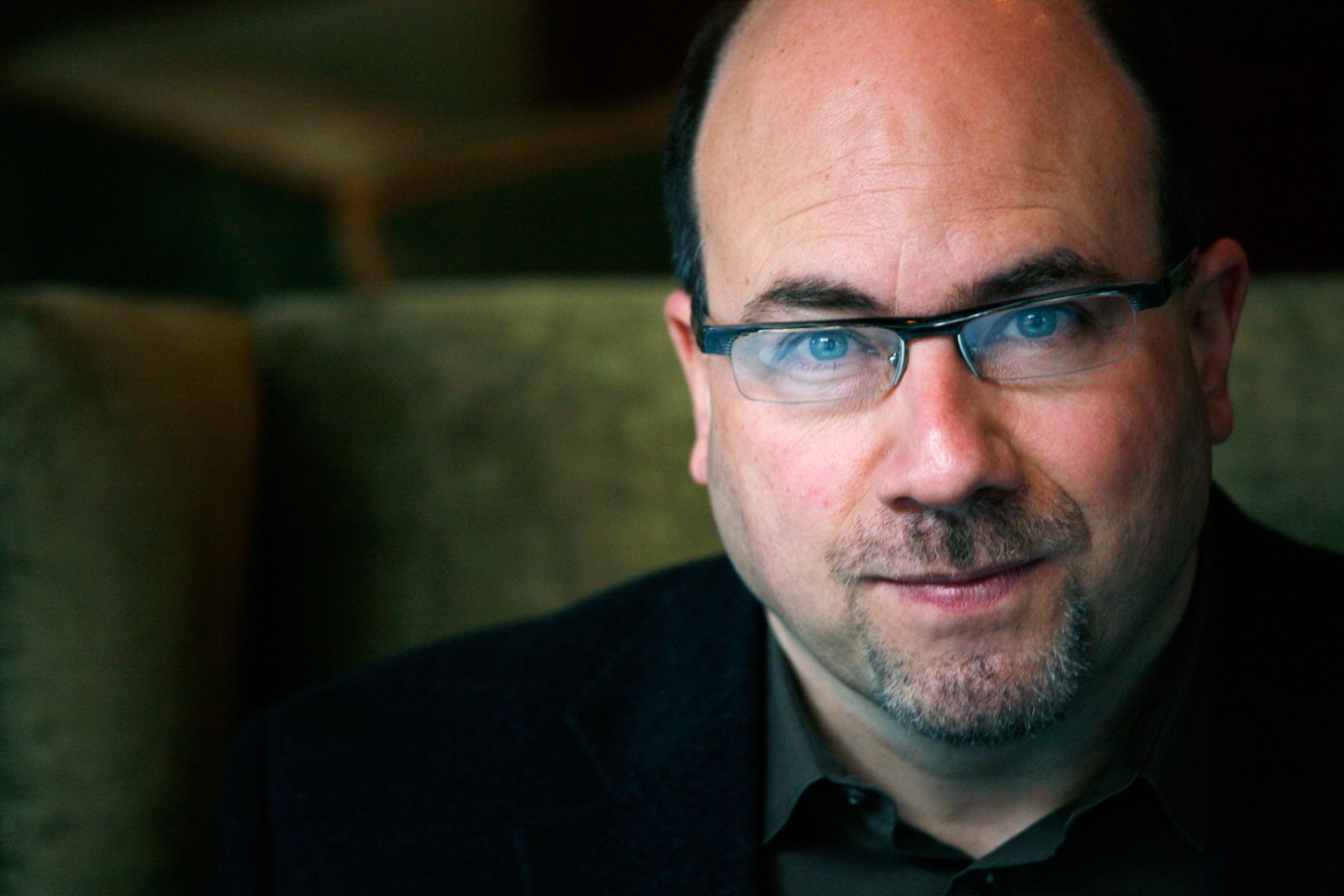
Крейг Ньюмарк

Крейг Ньюмарк — засновник великого порталу, вебсайту Craigslist, проживає в Сан-Франциско, в долині Коул. Інтернет-підприємець, він активно займається благодійністю. Крейг пожертвував 10 тис. доларів кільком неприбутковим організаціям — на розвиток їх діяльності в інтернеті.

## Життєпис
Крейг Ньюмарк народився 6 грудня 1952 року в Моррістауні в Нью-Джерсі. З ранніх років виявляв інтерес до наук — навчався легко й успішно. Після смерті батька вони з матір'ю пройшли через безліч фінансових труднощів, але він все-таки здобув освіту.
Свого часу Крейг вступив до школи Morristown High School і після її закінчення став студентом Університету Case Western Reserve. Після навчання Крейг здобув престижний ступінь бакалавра в галузі комп'ютерних наук. Він жив у різних містах, таких як Бока-Ратон у Флориді і Детройт. Крейг влаштувався в компанію Чарльза Шваба, для чого переїхав до Сан-Франциско.

## Craigslist

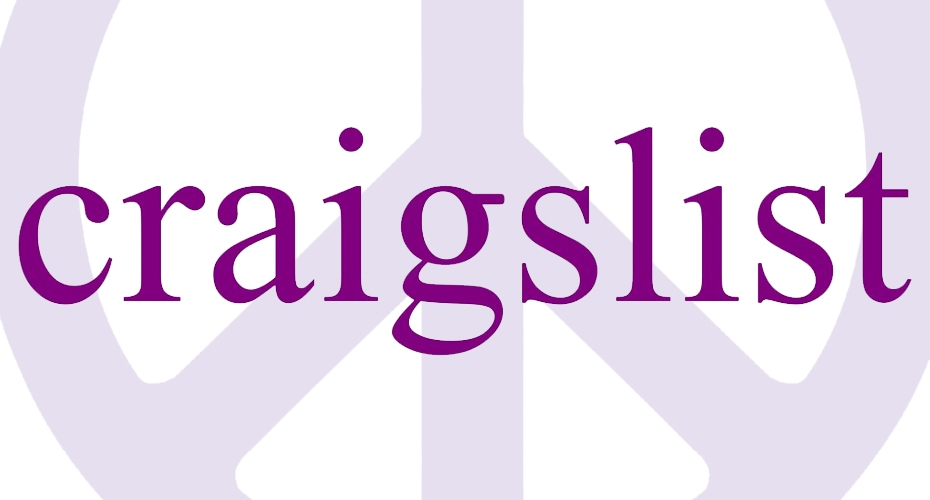
Craigslist

У Craigslist Крейг трудиться багато років. Він створив цей сайт, як майданчик для електронних оголошень 1995 року, вважаючи, що це буде майданчик для обміну інформацією на безоплатній основі. Для опису свого сайту він використовував термін «інтернет-комуна». Примітно, що Craigslist був спочатку чимось на зразок хобі, але через успіх Ньюмарк перетворив його в повноцінний бізнес.
Сама ідея, що тебе запрошують до участі в якусь подію через електронну пошту, зацікавила людей, бо на той час це було новинкою. Підприємець запустив проєкт 1995 року і з того часу портал привернув величезну кількість користувачів. Популярність сайту зростала, стиль роботи сайту суттєво відрізняється від безлічі схожих ресурсів.
Насамперед Craigslist позиціонує себе не як комерційну організацію, а як службу загального користування. З кожним роком портал розширює власну присутність — на сотні міст США. Ця компанія займає одне з найвищих місць в рейтингу подібних організацій світового значення. Craigslist є провідним порталом класифікованих оголошень на онлайн-ринку в США. Тут є все: пропозиції роботи, житла, знайомства, різноманітні послуги, покупка-продаж, форуми на найрізноманітніші теми і безліч іншої цікавої і необхідної користувачам інформації.

## Ньюмарк в наш час
Сьогодні Крейг Ньюмарк — високоосвічений і талановитий фахівець — з двадцятип'ятилітнім професійним досвідом (вісімнадцять років підприємець працював в IBM). Його популярність надзвичайно велика. Ньюмарк вважається визнаним лідером в області інтернет. Крейг Ньюмарк продовжує активну діяльність.